# 귀착지
귀착지는 한국에서 제작된 이영춘 감독의 1939년 영화이다. 고영우 등이 주연으로 출연하였고 차상은 등이 제작에 참여하였다.

## 출연

### 주연
- 고영우
- 최일엽
- 윤봉춘
- 전택이

## 제작진
- 조명: 김성춘